# Бурченкова, Александра Васильевна
Александра Васильевна Бурченкова (после замужества — Васильева; род. 16 сентября 1988, Великие Луки, Псковская область) — российская велогонщица, мастер спорта международного класса по велоспорту. Участница женского состава команды «RusVelo» (с 2013 года).

## Значимые достижения
Бурченкова принимала участие в женской групповой шоссейной гонке на летних Олимпийских играх 2008 года в Пекине, финишировав на 43-й позиции. В 2010 году выиграла золотую медаль на чемпионате Европы по шоссейным велогонкам в индивидуальном командном зачёте. В 2011 заняла первое место на чемпионате России по шоссейному велоспорту в Уфе.